# Donationware
Donationware je programska podrška čiji je licencijski model u potpunosti pružen funkcionalni softver korisniku a koji zahtijeva opcionalnu donaciju programeru ili trećoj strani, obično neprofitnoj organizaciji. Tvorac može preporučiti donirani iznos ili je to ostavio na diskreciju korisnika, temeljeno na individiualnoj percepcji vrijednosti softvera. Budući da je donationware u potpunosti funkcionalan, tj. nije crippleware/Freemium, jer plaćanje je samo mogućnost a ne i obveza, spada u vrstu freewarea.

## Povijest
Primjer donationwarea je videoigra iz 1987. za Atari ST Ballerburg, čiji je programer distribuirao igru besplatno ali je tražio donaciju, nudivši izvorni kod igre. Red Ryder je bio emulator terminala stvoren za Apple Macintosh 1980-ih koji je koristio donacije za financiranje razvoja.
Sličan je koncept careware.

## Usporedi
- plati koliko želiš
- darovna ekonomija
- freemium
- freeware
- shareware
- demo
- abandonware
- vaporware
- shovelware (crapware, garbageware)
- adware
- otvoreni kod
- nagware
- glossyware
- beerware

## Vanjske poveznice
- Jesse Reichler (2006.) Donationware experience – Članak opisuje pokuse s donationwareom na Donationcoderu.